# Edward Janiak

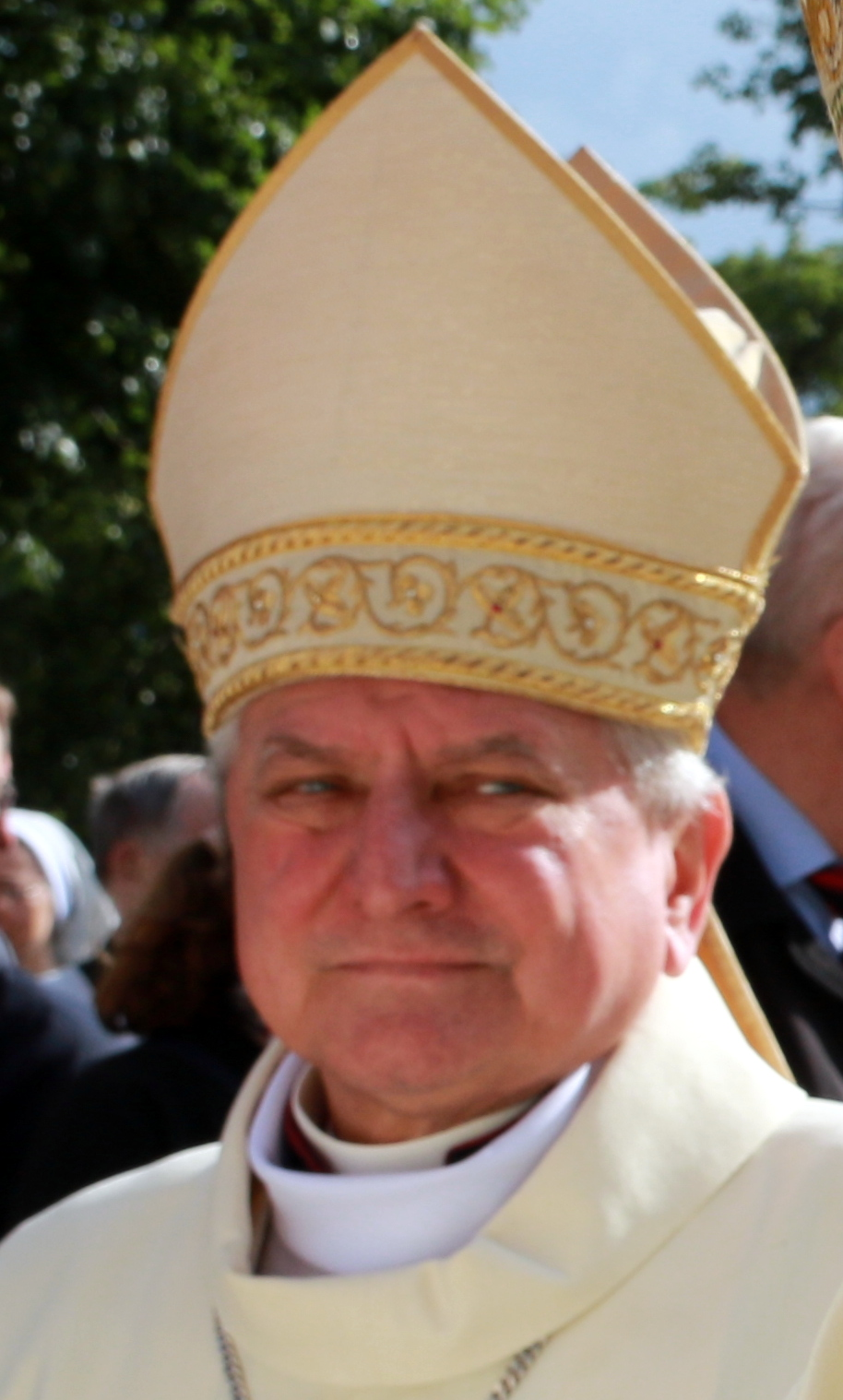
Edward Janiak (2018)

Bischofswappen von Edward Janiak

Edward Janiak (* 14. August 1952 in Malczyce (deutsch Maltsch a.d. Oder); † 23. September 2021 in Breslau, Polen) war ein polnischer Geistlicher und römisch-katholischer Bischof von Kalisz.

## Leben
Nach dem Abitur trat er in das Erzbischöfliche Priesterseminar von Breslau ein. Am 19. Mai 1979 empfing er durch den Breslauer Weihbischof Wincenty Urban das Sakrament der Priesterweihe.
Der promovierte Theologe stieg zum Dompropst des Breslauer Metropolitankapitels und Generalvikar der Erzdiözese auf. Am 26. Oktober 1996 ernannte ihn Papst Johannes Paul II. zum Weihbischof in Breslau und Titularbischof von Scilium. Die Bischofsweihe spendete ihm der Erzbischof von Breslau, Henryk Gulbinowicz, am 30. November 1996 im Breslauer Dom; Mitkonsekratoren waren der Apostolische Nuntius in Polen, Józef Kowalczyk, und der polnische Militärbischof Sławoj Leszek Głódź. Sein Wahlspruch lautete: Oportet servire (Es ist notwendig zu dienen).
Er gehörte der Internationalen katholischen Kommission für Migration an, war Mitglied des Päpstlichen Rates für die Seelsorge für die Migranten und Menschen unterwegs, Vorsitzender des Ausschusses für Migration, Tourismus und Wallfahrt der polnischen Bischofskonferenz sowie Mitglied der Kommission der Bischofskonferenz für die polnische Diaspora und Polen im Ausland. 2005 pflanzte Janiak im nordpolnischen Arboretum Wirty eine Eiche, deren Samen Papst Johannes Paul II. gesegnet hatte.
Am 21. Juli 2012 ernannte ihn Papst Benedikt XVI. zum Bischof von Kalisz. Die feierliche Amtseinführung (Inthronisation) fand am 12. September 2012 in der Kathedralkirche St. Nikolaus in Kalisz statt.

## Kontroverse
Im Juni 2020 wurde er schwer alkoholisiert in eine Klinik eingewiesen. Zuvor war ihm die Vertuschung sexuellen Missbrauchs durch Priester seines Bistums vorgeworfen worden. Am 25. Juni 2020 stellte ihm Papst Franziskus den Erzbischof von Łódź, Grzegorz Ryś, als Apostolischen Administrator sede plena zur Seite, womit Janiaks Jurisdiktion bis auf weiteres ausgesetzt war. Das polnische Magazin Newsweek berichtete, Janiak habe einem Kreis von Klerikern um den Breslauer Erzbischof Henryk Gulbinowicz angehört, deren Mitgliedern sexuelle Verfehlungen vorgeworfen werden. Er habe unter Anspielung auf pädophile Neigungen den Spitznamen „Edzio-pedzio“ bekommen.
Am 17. Oktober 2020 nahm Papst Franziskus Janiaks Rücktritt an. Der Vatikan erlegte ihm für seine Verfehlungen Strafen auf: Er durfte nicht mehr auf dem Gebiet des Bistums Kalisz wohnen und musste eine Geldbuße nach eigenem Ermessen an die polnische St. Josef-Stiftung zahlen, die sich um Opfer sexuellen Missbrauchs kümmert.